# Valeria Alberti
Valeria Alberti (Novara, 9 maggio 1984) è un'ex pallavolista italiana.
Giocava nel ruolo di libero.

## Carriera
La carriera di Valeria Alberti comincia nel 1998 quando entra a far parte della U.S. Sanmartinese Novara, dove resta per sei stagioni ottenendo diverse promozioni che la porteranno a giocare dalla Serie D alla Serie B1; nella stagione 2004-05 fa il suo esordio in Serie A1 giocando per l'Asystel Volley di Novara, dove resta fino a novembre 2005, vincendo anche una Supercoppa Italiana: viene quindi ceduta al Pallavolo Corridonia in Serie A2.
Nella stagione 2006-07 resta a giocare in serie cadetta passando al River Volley Piacenza, mentre la stagione successiva è alla Pallavolo Villantario Pavia. Nell'annata 2008-09 approda al Parma Volley Girls, club con il quale vince la Coppa Italia di Serie A2.
Nella stagione 2009-10 viene ingaggiata dal Verona Volley Femminile, dove resta per due annate, mentre nella stagione 2011-12 vesta la maglia del Volley Club 1999 Busnago.
Nella stagione 2012-13 torna a Novara ingaggiata dall'AGIL Volley, sempre in Serie A2, con cui a fine annata ottiene la promozione in Serie A1: con la stessa squadra, a cui resta legata in totale per tre annate, partecipa quindi al massimo campionato italiano, vincendo nella stagione 2014-15 la Coppa Italia; al termine del campionato annuncia il suo ritiro dall'attività agonistica.

## Palmarès

### Club
- Coppa Italia: 1

2014-15
- Supercoppa italiana: 1

2005
- Coppa Italia di Serie A2: 1

2008-09